# ميتا كويست 3
ميتا كويست 3 (بالإنجليزية: Meta Quest 3)‏ هي سماعة رأس للواقع الافتراضي (VR) تم تطويرها بواسطة ريالتي لابز، قسم من ميتا بلاتفورمز. تم الكشف عنه في 1 يونيو 2023، ومن المتوقع إصداره في أواخر عام 2023.

## المعدات
على عكس سابقه ، Quest 2 ، يتميز Quest 3 بثلاثة مستشعرات على شكل حبوب منع الحمل في الجهة الأمامية. الأقراص اليمنى واليسرى عبارة عن كاميرات ملونة ، بينما الكاميرا الوسطى عبارة عن مستشعر عمق. يدعم مستشعر العمق "شبكة البيئة" ، مما يسمح للمستخدم بالتفاعل مع بيئته من داخل سماعة الرأس ، بينما تدعم الكاميرات الملونة تجربة أفضل للواقع المختلط. زوايا سماعة الرأس تزين كاميرات التتبع. يوجد في الجزء السفلي من سماعة الرأس زر صوت هزاز وعجلة لضبط مسافة حدقة سماعة الرأس. تشير إحدى مشاركات المدونة المصاحبة لإعلان Quest 3 إلى أنه يحتوي على "ملف بصري أقل حجمًا بنسبة 40٪" مقارنةً بـ Quest 2.

## وصلات خارجية
- الموقع الرسمي